# Тимашев, Геннадий Александрович
Геннадий Александрович Тимашев (29 сентября 1946 — 11 мая 2012) — советский и российский военачальник. Начальник Казанского высшего танкового командного училища (1987—1995). Генерал-майор(1990)

## Биография
Родился 29 сентября 1946 года в Казани.
Образование: Казанское высшее танковое командное училище (1968), Военную академию бронетанковых войск (1974). 
Военную службу проходил на должностях: командир танкового взвода, заместитель командира танковой роты, начальник штаба — заместитель командира танкового батальона, командир танкового батальона.
В 1971 году поступил и в 1974 году окончил Военную академию бронетанковых войск по специальности — командно-штабная, оперативно-тактическая общевойсковая, присвоена квалификация офицера с высшим военным образованием.
1975 — 1977 — Капитан, майор. Начальник штаба, первый заместитель командира 89-го танкового полка 1-й танковой дивизии (Калининград, РСФСР). 
Сентябрь 1984 — 1985 — командир 68-го гвардейского танкового полка 6-й гвардейской мотострелковой дивизии
1986 — 1987 — начальник штаба-первый заместитель командира 90-й гвардейской танковой дивизии 20-й гвардейской общевойсковой армии (Бернау)
Август 1987 — ноябрь 1995 — начальник Казанского высшего танкового командного училища.  
В 1995 году уволен в запас.
Скончался 11 мая 2012 года после тяжёлой, продолжительной болезни. Похоронен на Арском кладбище.

## Семья
Женат, воспитывал дочь, два внука

## Знаки отличия
- Орден «За службу Родине в Вооружённых Силах СССР» 3 степени
- Орден Почёта (Россия)
- Медаль За боевые заслуги
- Медаль «В ознаменование 100-летия со дня рождения Владимира Ильича Ленина»
- Юбилейная медаль «Двадцать лет Победы в Великой Отечественной войне 1941—1945 гг.»
- Медаль «Ветеран Вооружённых Сил СССР»
- Медаль «За укрепление боевого содружества»

- Юбилейная медаль «50 лет Вооружённых Сил СССР»
- Юбилейная медаль «60 лет Вооружённых Сил СССР»[3]
- Юбилейная медаль «70 лет Вооружённых Сил СССР»[4]

- Медаль «За безупречную службу» I степени
- Медаль «За безупречную службу» II степени
- Медаль «За безупречную службу» III степени

- Медаль «За ратную доблесть»
- Иностранные награды.
- Медаль «Братство по оружию» в серебре[5].

и др.